# 에어 하키
에어 하키(Air hockey)는 두 명의 상대 선수가 두 개의 휴대용 디스크("망치")와 가벼운 플라스틱 퍽을 써서 저마찰 탁자에서 서로 골을 넣는 탁구와 유사한 탁상 스포츠이다.
이 게임을 다룬 PC게임으로 셔플퍽 카페(shufflepuck cafe)라는 게임이 있다. 1989년 나온 상당한 고전 작품인데, 상대 플레이어들이 각각 특유의 패턴이 있는 게 특징이다. 

## 같이 보기
- 테이블 풋볼
- 퐁 (비디오 게임)
- 까롬